# Тагарский сельсовет
Тагарский сельсовет - сельское поселение в Кежемском районе Красноярского края.
Административный центр - деревня Тагара.

## Население
| 2010 | 2012  | 2013  | 2014  | 2015  | 2016  | 2017  |
| ---- | ----- | ----- | ----- | ----- | ----- | ----- |
| 1873 | ↘1703 | ↘1578 | ↘1551 | ↘1497 | ↘1435 | ↘1433 |

## Состав сельского поселения
В состав сельского поселения входит один населённый пункт — деревня Тагара.

## Местное самоуправление
Тагарский сельский Совет депутатов
Дата избрания: 13.09.2015. Срок полномочий: 5 лет. Количество депутатов:  9
Глава муниципального образования
- Антонов Евгений Николаевич. Дата избрания: 05.11.2015. Срок полномочий: 5 лет